# Bonifaci VI
|  | Per a altres significats, vegeu «Bonifaci VI de Castellana». |

Bonifaci VI (Roma, 806 - 25 d'abril de 896) va ser Papa de l'Església catòlica durant l'abril del 896.
La seva elecció com a Papa va ser fruit dels disturbis que hi va haver després de la mort del papa Formós. Abans del pontificat havia estat condemnat dues vegades amb la privació de les ordres de subdiaca i prevere. El seu pontificat només va durar quinze dies perquè va morir el 25 d'abril del 896. Alguns apunten que van morir de gota, d'altres que va ser expulsat per la força per deixar pas a Esteve VI, el candidat del partit d'Spoleto. En un sínode celebrat pel Papa Joan IX el 898 la seva elecció fou declarada nul·la.